# Zale saundersii
Zale saundersii är en fjärilsart som beskrevs av Bethune 1865. Zale saundersii ingår i släktet Zale och familjen nattflyn. Inga underarter finns listade i Catalogue of Life.